# Jacques Goussault
Jacques Goussault (né le 14 juillet 1905 à Rennes et mort le 16 décembre 2003 à Paris 7e) est un prêtre jésuite français qui a été provincial jésuite de la province de France de 1948 à 1954.